# Diplazium portugesense
Diplazium portugesense är en majbräkenväxtart som beskrevs av Alexander Rojas.
Diplazium portugesense ingår i släktet Diplazium och familjen Athyriaceae. Inga underarter finns listade i Catalogue of Life.